# Gỉ

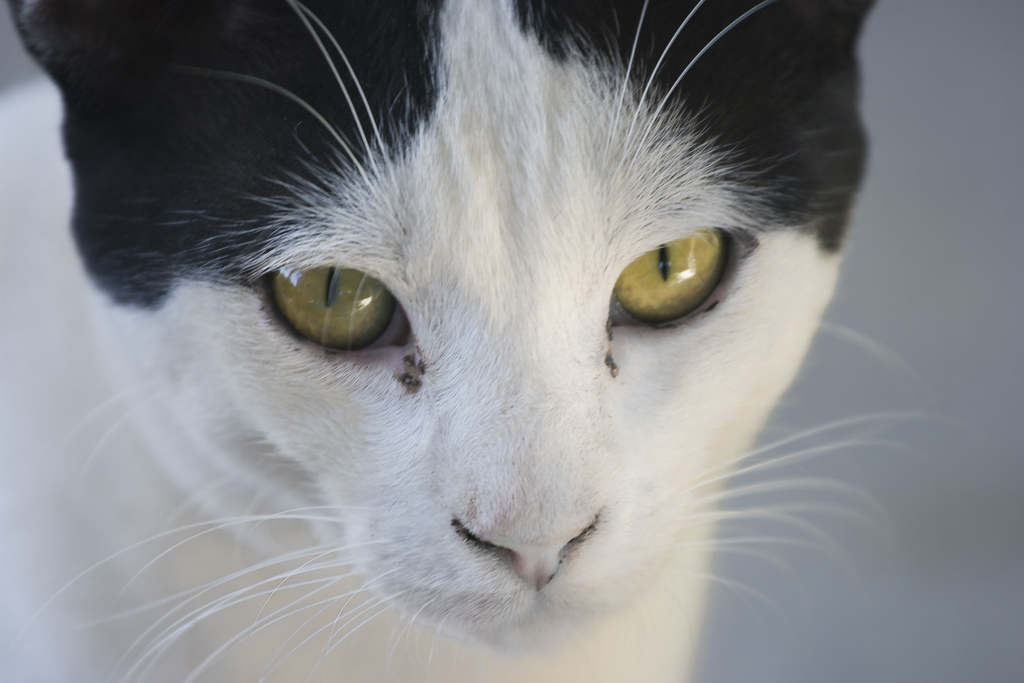
Gỉ trong mắt một con mèo

Gỉ hay ghèn, dử (tiếng Anh: rheum) là dịch nhầy bài tiết qua đường mắt, mũi hay miệng trong giấc ngủ. Ở người cũng như các loài động vật, gỉ tiết ra và đọng thành cục ở khóe mắt, miệng hay trong lỗ mũi dưới dạng khô hoặc ướt. Xét về phương diện khoa học, gỉ là cặn bã mà cơ thể thải ra, là tập hợp của các tế bào da chết, dịch nhầy, mủ, bụi bẩn.
Gỉ cũng có thể do bệnh gây ra, ví dụ bệnh đau mắt đỏ.